# Teuvo Kohonen

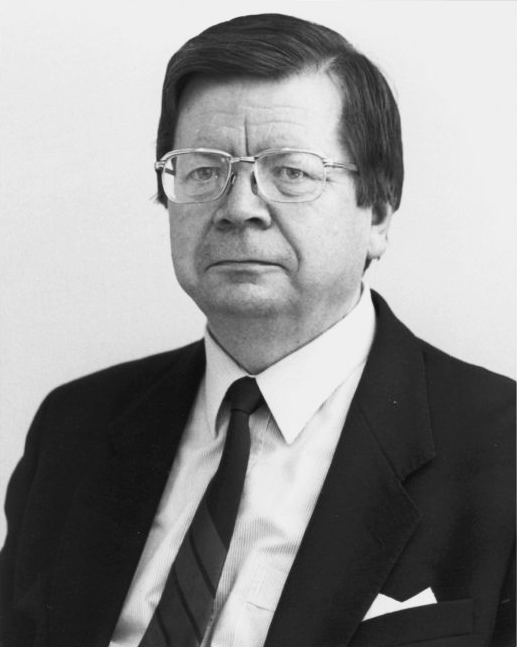
Teuvo Kohonen

Teuvo Kalevi Kohonen (* 11. Juli 1934 in Lauritsala; † 13. Dezember 2021 in Espoo) war ein finnischer Ingenieur, der vor allem durch die Entwicklung des neuronalen Modells der Self-Organizing Maps (manchmal auch als Kohonen-Karten bezeichnet) bekannt wurde.
Kohonens Forschungsgebiet umfasste die Theorie der Selbstorganisation, Assoziativspeicher, Künstlichen Neuronale Netze und Mustererkennung. Er gilt als einer der Wegbereiter dieses Gebiets der schwachen KI, also der nicht-regelbasierten Künstlichen Intelligenz.
2000 wurde ihm die finnische Auszeichnung Akateemikko (Akademiker)  verliehen. Er war emeritierter Professor (emeritusprofessori) der Akademie von Finnland, als ehemals durch diese Institution Geförderter, und der Technischen Universität Helsinki, deren einflussreiches Neural Networks Research Centre er 1994 gründete.

## Ehrungen und Auszeichnungen
- IEEE Neural Networks Council Pioneer Award (1991)
- International Neural Network Society Lifetime Achievement Award (1992)
- Technical Achievement Award der IEEE Signal Processing Society (1995)
- King-Sun Fu Prize der International Association for Pattern Recognition (1996)
- IEEE Frank Rosenblatt Technical Field Award (2008)
- Ehrendoktorwürden der Universität York (Großbritannien), Technische Universität Dortmund (Deutschland), Åbo Akademi (Finnland)

## Schriften
- Self-organized information of topologically correct features maps. Biol. Cybern. 43, 59–69 (1982).
- Ritter, Helge, and Teuvo Kohonen. "Self-organizing semantic maps." Biological cybernetics 61.4 (1989): 241-254.
- Teuvo Kohonen, Panu Somervuo: Self-organizing maps of symbol strings. Neurocomputing, Volume 21, Issues 1–3, 1998, Pages 19-30.
- Teuvo Kohonen: Self-Organizing Maps (= Springer Series in Information Sciences. 30). Springer, Berlin u. a. 1995, ISBN 3-540-58600-8 (3. Auflage. ebenda 2001, ISBN 3-540-67921-9).
- Self-Organisation and Associative Memory (= Springer Series in Information Sciences. 8). Springer, Berlin u. a. 1984, ISBN 3-540-12165-X.